# Il cielo in una stanza (film)
Il cielo in una stanza è un film del 1999 diretto da Carlo Vanzina.
Della colonna sonora fa parte la cover della celebre canzone omonima del film, cantata qui da Giorgia e con una parte rap scritta da lei.

## Trama
Marco è un ragazzo in lotta con il padre Paolo che lo critica continuamente in tutto ciò che fa. Il giorno che riceve una sgridata per essere tornato a casa tardi ed essersi fatto rubare il motorino, lo accusa di non capirlo in nulla e di essere un vecchio. Paolo allora, per far capire al figlio che è stato giovane anche lui e che lo sta malgiudicando, lo porta con sé negli anni '60.
Per Marco comincia così una nuova vita accanto al suo genitore giovane, notando così che Paolo da ragazzo in alcune cose non se la cava male: ha molto spirito d'iniziativa, gioca molto bene a calcio ed è molto stimato dai suoi amici, in particolare Massimo e Claudio. In compenso, in altre cose è particolarmente sfigato: viene ripetutamente stuzzicato dal fratello maggiore Francesco, che lo prende in giro per i motivi più svariati, e ha poco successo con le donne. Di cui due in particolare: Britt, una ragazza svedese venuta in vacanza a Roma durante le feste di Natale, che dopo una romantica serata passata insieme lo invita a casa sua a Stoccolma, dove il povero Paolo scopre che è fidanzata con un altro, e Silvia, una sua compagna di scuola che gli fa credere di trovarlo attraente, mentre alla fine, quando sembra che tra i due sia scoccata la scintilla, lo tradisce proprio con il fratello Francesco. Dopo quest'ultima mazzata, Paolo decide di vendicarsi: ruba la macchina a Francesco, e dopo aver raccattato Marco e Claudio, sale su una nave in partenza per la Iugoslavia, dove li attende Massimo.
A questo punto, Marco, che ha assistito a tutti questi avvenimenti, cambia opinione sul padre, considerandolo ormai più che un genitore un grande amico.